# Вильяльва, Даниэль
Даниэль Альберто Вильяльва Барриос (исп. Daniel Alberto "Keko" Villalva Barrios; родился 6 июля 1992 года, Каа-Кати, Аргентина) — аргентинский футболист, нападающий клуба «Феррокарриль Оэсте».

## Клубная карьера
Вильяльва — воспитанник клуба «Ривер Плейт». 8 февраля 2009 года в матче против «Колона» он дебютировал за команду в аргентинской Примере. 30 августа в поединке против «Чакарита Хуниорс» Даниэль забил свой первый гол за «Ривер Плейт». В 2011 года команда вылетала в Примеру B, но Вильяльва остался в клубе и помог ему через год вернуться в элиту. В начале 2013 года Даниэль на правах аренды перешёл в «Архентинос Хуниорс». 16 февраля в матче против «Расинга» из Авельянеды он дебютировал за новый клуб. 12 мая в поединке против «Сан-Мартина» он забил свой первый гол за «Хуниорс». В 2014 году Вильяльва вернулся из аренды и помог «Риверу» выиграть чемпионат.
Летом 2014 года Даниэль перешёл в мексиканский «Веракрус», подписав контракт на три года. Сумма трансфера составила 1,1 млн евро. 27 июля в матче против «Пуэблы» он дебютировал в мексиканской Примере. 9 августа в поединке против «Монтеррея» Вильяльва забил свой первый гол за «акул».
Летом 2018 года Даниэль на правах аренды перешёл в «Керетаро». 21 июля в матче против «Атласа» он дебютировал за новую команду. 29 июля в поединке против «Пачуки» Вильяльва забил свой первый гол за «Керетаро».

## Международная карьера
В 2009 году в составе юношеской сборной Аргентины Вильяльва принял участие в юношеском чемпионате мира в Нигерии. На турнире он сыграл в матчах против команд Гондураса, Нигерии, Германии и Колумбии.

## Достижения
Командные
 «Ривер Плейт»
- Чемпионат Аргентины по футболу — Финаль 2014